# Zázračný úklid – Pořádek jednou provždy
Zázračný úklid – Pořádek jednou provždy je kniha od Marie Kondo, japonské spisovatelky a poradkyně v oboru úklidu a organizace. Poprvé byla vydána v japonštině v roce 2011 (ISBN 978-4-7631-3120-1) a pozornost západních médií získala po publikaci v angličtině The life-changing Magic of Tidying up v roce 2014 (ISBN 978-1607747307). Tato kniha byla vydána ve více než 30 zemích a stala se bestsellerem podle The New York Times. Česky knihu vydal Knižní klub v roce 2015 (ISBN 978-8024248752).